# Zygoballus
Zygoballus  es un género de arañas que pertenecen a la familia de los saltícidos o arañas saltadoras. Agrupa a aproximadamente 20 especies reconocidas que se distribuyen en América.

## Descripción

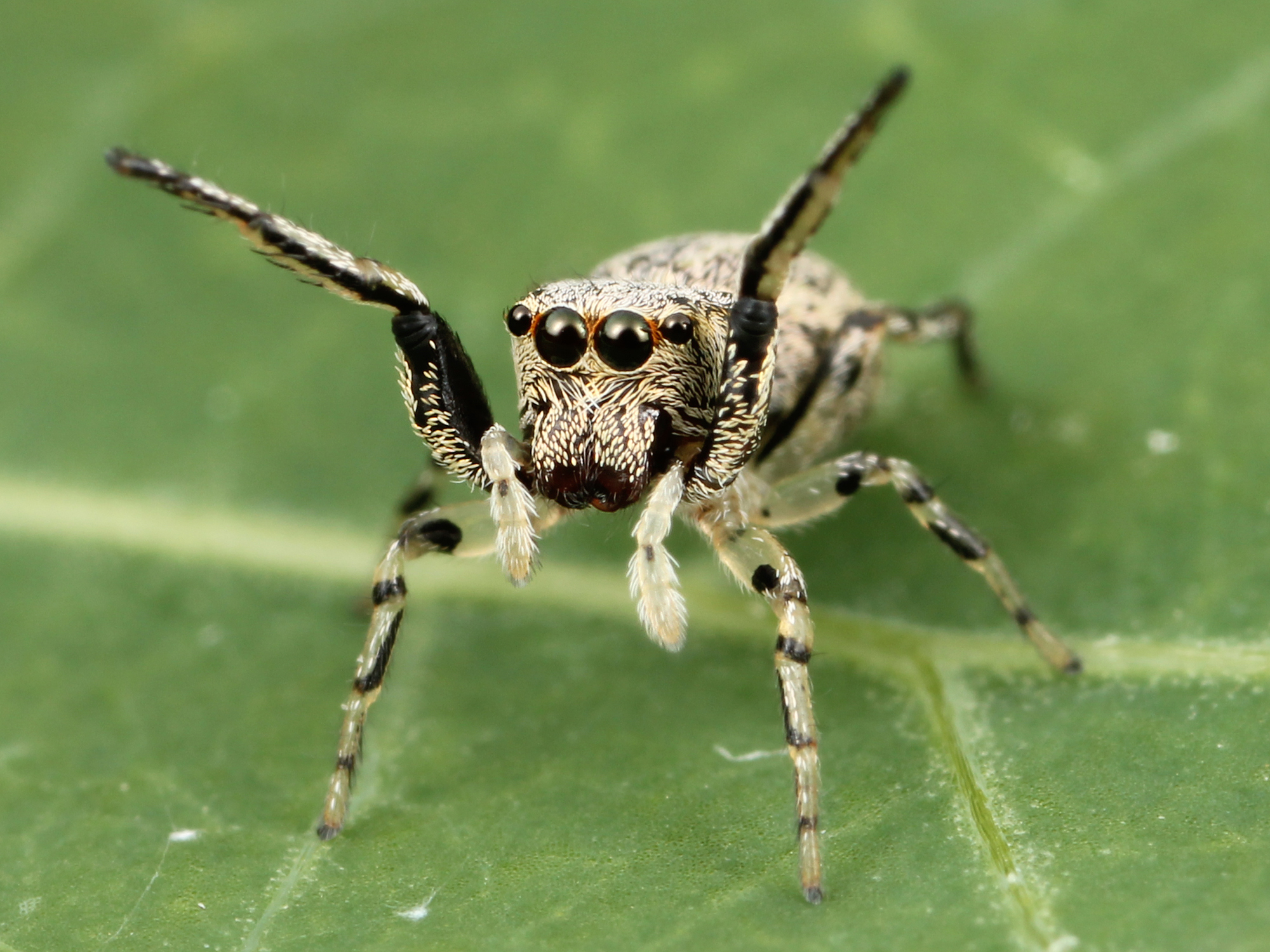
Zygoballus rufipes (hembra).

Aunque exhiben una gran variación en color, tamaño y marcas, las arañas del género Zygoballus tienen muchas características físicas en común. El cefalotórax es alto y parece más o menos cuadrado visto desde arriba. Es más ancho a la altura de los ojos posteriores, con el cuadrilátero ocular ocupando aproximadamente tres quintas partes del cefalotórax. El cefalotórax se inclina fuertemente detrás de los ojos posteriores, y los lados del cefalotórax son casi verticales. El labium es tan largo o más largo que ancho. El par de patas anterior (primero) es el más grande, y hay tres pares de espinas en la superficie ventral de la tibia. Los machos tienen quelíceros orientados oblicuamente con colmillos largos.

## Distribución
Las especies que conforman el género Zygoballus se distribuyen en América, desde Argentina hasta Canadá. Originalmente se colocó a tres especies de India   en Zygoballus, pero posteriormente fueron reasignados a otros géneros.

## Taxonomía
El género fue descrito por primera vez en 1885 por los aracnólogos estadounidenses George y Elizabeth Peckham basado en la especie tipo Zygoballus rufipes. El nombre deriva de una combinación de la palabra griega antigua ζυγόν (zygon), que significa «yugo», y el nombre del género Ballus. No se conoce la etimología de Ballus, aunque puede estar relacionada con la palabra griega βαλλίζω (ballizo), que significa «bailar» o «saltar».
El género Messua, basado en la especie tipo Messua desidiosa, fue sinonimizado con Zygoballus por Eugène Simon en 1903. Simon argumentó que Messua desidiosa era una especie transicional que difería «mucho menos del típico Zygoballus de lo que parece indicar la descripción [de Peckham]». Esta sinonimia fue revertida por Wayne Maddison en 1996 y se restauró Messua como un género válido.
El género Amerotritte, basado en la especie tipo Amerotritte lineata, fue sinonimizado con Zygoballus en 1980 por María Elena Galiano. Galiano afirmó que el holotipo de Amerotritte lineata era en realidad un espécimen muy joven de Zygoballus.
Actualmente, Zygoballus se clasifica como miembro de la subfamilia Dendryphantinae, que pertenece a la familia Salticidae (arañas saltadoras).

### Especies
En 2016 el Catálogo mundial de arañas reconoció las siguientes especies:
- Zygoballus amrishi Makhan, 2005 — Surinam
- Zygoballus aschnae Makhan, 2005 — Surinam
- Zygoballus concolor Bryant, 1940 — Cuba
- Zygoballus electus Chickering, 1946 — Panamá
- Zygoballus gracilipes Crane, 1945 — Guayana
- Zygoballus incertus (Banks, 1929) — Panamá
- Zygoballus iridescens Banks, 1895 — Estados Unidos
- Zygoballus lineatus (Mello-Leitão, 1944) — Argentina
- Zygoballus maculatipes Petrunkevitch, 1925 — Panamá
- Zygoballus maculatus F. O. P-Cambridge, 1901 — Guatemala
- Zygoballus melloleitaoi Galiano, 1980 — Argentina
- Zygoballus minutus Peckham & Peckham, 1896 — Guatemala
- Zygoballus nervosus (Peckham & Peckham, 1888) — Estados Unidos, Canadá
- Zygoballus optatus Chickering, 1946 — Panamá
- Zygoballus remotus Peckham & Peckham, 1896 — Guatemala
- Zygoballus rishwani Makhan, 2005 — Surinam
- Zygoballus rufipes Peckham & Peckham, 1885 — Canadá a Costa Rica
- Zygoballus sexpunctatus (Hentz, 1845) — Estados Unidos
- Zygoballus suavis Peckham & Peckham, 1895 — Jamaica, Cuba
- Zygoballus tibialis F. O. P.-Cambridge, 1901 — Guatemala a Panamá

Una especie, Z. quaternus, fue previamente (antes de 2008) reconocida, pero ahora se considera nomen dubium. Varias otras especies son conocidas solo por especímenes individuales. Además de las especies enumeradas aquí, un análisis filogenético de 2001 sugirió que Rhetenor texanus también podría pertenecer a Zygoballus, pero esto no ha sido aceptado por el Catálogo mundial de arañas.